# Laudes della speranza e dell'amore
Laudes della speranza e dell'amore è un album della cantante Donatella Moretti pubblicato nel 2001 dalla San Paolo Audiovisivi.

## Tracce
1. Cristo dal cielo (Luigi De Angelis, Lino Matti)
2. Lode a Maria (L. De Angelis, L. Matti)
3. Natale (L. De Angelis, L. Matti)
4. Madre Santa (L. De Angelis, L. Matti)
5. La mia croce (L. De Angelis, L. Matti)
6. Croce gloriosa (L. De Angelis, L. Matti)
7. Resurrezione (L. De Angelis, L. Matti)
8. Solo amore (L. De Angelis, L. Matti)
9. Madre di tutti (L. De Angelis, L. Matti)
10. Dolce amore (L. De Angelis, L. Matti)
11. Maria Maddalena (L. De Angelis, L. Matti)
12. Gloria allo Spirito Santo (L. De Angelis, L. Matti)
13. Santi Apostoli Beati (L. De Angelis, L. Matti)
14. Lodiamo del cielo i Santi (L. De Angelis, L. Matti)
15. Sia lodato San Francesco (L. De Angelis, L. Matti)
16. Dolce Chiara d'Assisi (L. De Angelis, L. Matti)